# Aristide Gunnella
Aristide Gunnella (Mazara del Vallo, 18 marzo 1931 – Palermo, 6 gennaio 2025) è stato un politico e dirigente d'azienda italiano, ministro per gli affari regionali dal 29 luglio 1987 al 13 aprile 1988 nel governo Goria.

## Biografia
Nato il 18 marzo 1931 a Mazara del Vallo, in provincia di Trapani, ma residente a Palermo, si è laureato in giurisprudenza e di professione fa il dirigente d'azienda.

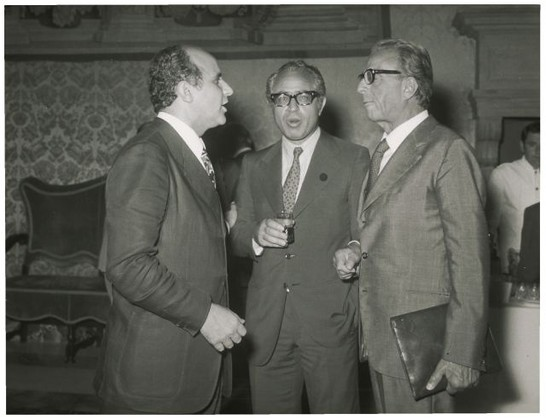
Gunnella assieme ad Antonio Maccanico e Ugo La Malfa nel corso della Cerimonia del ventaglio il 3 agosto 1972

Alle elezioni politiche del 1968 viene candidato alla Camera dei deputati, tra le liste del Partito Repubblicano Italiano (PRI) nella circoscrizione Palermo (Palermo-Trapani-Agrigento-Caltanissetta), ottenendo 10.007 preferenze e venendo eletto per la prima volta deputato, grazie a Ugo La Malfa che opta per la circoscrizione di Catania. Nella V legislatura della Repubblica è stato componente della 13ª Commissione Lavoro, assistenza e previdenza sociale, cooperazione e, in sostituzione del sottosegretario Oscar Mammì, della 12ª Commissione Industria e commercio, artigianato, commercio estero.
Nel 1971 fece scalpore una lettera da lui firmata con cui disponeva l'assunzione del boss mafioso Giuseppe Di Cristina (arrestato per omicidio) come tesoriere in una delle compagnie facenti capo all'Ente Minerario Siciliano, la So.Chi.Mi.Si. (Società Chimica Mineraria Siciliana), di cui Gunnella era consigliere delegato. La lettera finì agli atti della Commissione parlamentare antimafia, che lo convocò: Gunnella si giustificò affermando che non conosceva Di Cristina e l'assunzione gli venne suggerita dal suocero del boss, Antonio Di Legami, sindaco comunista di Riesi. Da questa vicenda, Gunnella non riportò alcuna conseguenza politica e penale.
Alle elezioni politiche anticipate del 1972 viene ricandidato alla Camera, tra le liste del PRI nella medesima circoscrizione, venendo rieletto deputato. 
È stato segretario della federazione di Palermo del PRI, membro della commissione regionale di politica estera del PRI, vicesegretario regionale del Partito Repubblicano Italiano.
Sarà rieletto alla Camera nelle altre tre legislature successive per il PRI (1976, 1979 e 1983). Vice Presidente della Commissione Finanze e Tesoro dal 1976 al 1979 e Vicepresidente della Commissione affari esteri dal 16 luglio 1981 al 11 luglio 1983.
Diviene Vice Segretario Nazionale del PRI. Rieletto deputato nella circoscrizione Sicilia occidentale per la sesta volta il 15 giugno 1987 con 28.933 voti. Nel 1990 è segretario regionale del Partito Repubblicano Italiano in Sicilia. Resta in Parlamento fino all'aprile 1992.

### Incarichi di governo
È stato sottosegretario di Stato al Ministero delle partecipazioni statali nel quarto governo di Aldo Moro e nel quinto governo di Giulio Andreotti, sottosegretario di Stato al Ministero degli affari esteri, invece, nel secondo governo di Francesco Cossiga e nel governo di Arnaldo Forlani.
Diviene Ministro per gli affari regionali nel governo di Giovanni Goria (1987-1988).

## Procedimenti penali

### Voto di scambio
Nel luglio 1991 Gunnella fu tra i destinatari di un avviso di garanzia da parte della Procura di Catania per voto di scambio poiché, a seguito di alcune intercettazioni telefoniche, era emerso che aveva corrotto alcuni esponenti del clan mafioso Pulvirenti di Belpasso per ottenere voti.
Nel luglio 1993 è stato condannato dal tribunale di Catania a due anni di reclusione.

### Associazione mafiosa
Nell'ottobre 1991 Paolo Borsellino, allora procuratore capo di Marsala, chiede alla Camera dei deputati l'autorizzazione a procedere nei confronti di Gunnella per il reato di associazione a delinquere di stampo mafioso, a seguito delle accuse dei collaboratori di giustizia Rosario Spatola e Giacoma Filippello.

### Corruzione
Il 20 luglio 1993, in piena Tangentopoli, Gunnella venne arrestato con l'accusa dagli imprenditori Mario Rendo e Vincenzo Lodigiani di aver ricevuto una maxi-tangente per l'assegnazione dell'appalto relativo alla costruzione della diga Ancipa, nei Nebrodi.
Nel 2004 venne assolto in primo grado ma condannato in appello, condanna che venne però dichiarata prescritta dalla corte di cassazione.